# Rędzina (Żywiec)
Rędzina – dzielnica Żywca, położona na północy miasta, u ujścia rzeki Łękawki do Jeziora Żywieckiego, częściowo zatopiona w wyniku powstania zbiornika w latach 1960-1966.
Rędzina została wcielona do Żywca w 1976 roku. Wcześniej administracyjnie należała do wsi Moszczanica
Słownik geograficzny Królestwa Polskiego i innych krajów słowiańskich z 1880 roku opisuje Rędzinę jako przysiółek Moszczanicy położony na północ od wsi na prawym brzegu potoku Kocierka, przez którego południową część przebiega gościniec z Łękawicy. Liczyła wtedy 34 domy zamieszkałe przez 196 osób.
W 1991 została tu uruchomiona filia Biblioteki Miejskiej w Żywcu.
Przez dzielnicę biegnie droga wojewódzka nr 948 łącząca Oświęcim z Żywcem.
Przy ul. Krakowskiej znajduje się Kaplica Matki Boskiej Różańcowej. Występuje zabudowa jednorodzinna.
Dojazd autobusami MZK Żywiec linii 4, 16 i 17.

## Ulice
- Ślemieńska
- Sosabowskiego
- Maczka
- Andersa
- Strzelców Karpackich
- Sowińskiego
- Młyn
- Orląt Lwowskich
- Kleeberga
- Krakowska
- Nad Łękawką